# Fran Miholjević
Fran Miholjević (2 augustus 2002, Rijeka) is een Kroatische wielrenner, die anno 2023 rijdt voor Bahrain-Victorious. Hij is de zoon van oud-wielrenner Vladimir Miholjević en zijn oom is oud-wielrenner Hrvoje Miholjević.

## Erelijst
2019
 Kroatisch kampioen tijdrijden, junioren
Etappe 1b Belgrade Trophy Milan Panić
Jongeren klassement Belgrade Trophy Milan Panić
Eindklassement Belgrade Trophy Milan Panić
2020
 Kroatisch kampioen tijdrijden, junioren
 Kroatisch kampioen wegwedstrijd, junioren
2021
 Kroatisch kampioen tijdrijden, beloften
Proloog Carpathian Couriers Race
Jongerenklasement Carpathian Couriers Race
2022
GP Goriška & Vipava Valley
3e etappe Ronde van Sicilië
1e etappe Carpathian Couriers Race
Eind-, punten- en jongerenklassement Carpathian Couriers Race
2023
 Kroatisch kampioen tijdrijden, elite

## Resultaten in voornaamste wedstrijden
| Jaar | Ronde van Italië | Ronde van Frankrijk | Ronde van Spanje |
| ---- | ---------------- | ------------------- | ---------------- |
| 2023 |                  |                     |                  |
| 2024 |                  |                     | 87e              |
| 2025 | 113e             |                     |                  |

| Jaar | Milaan-San Remo | Gent-Wevelgem | Ronde van Vlaanderen | Parijs-Roubaix | Amstel Gold Race | Luik-Bast.‑Luik | Waalse Pijl |
| ---- | --------------- | ------------- | -------------------- | -------------- | ---------------- | --------------- | ----------- |
| 2023 |                 |               |                      | 134e           | opgave           | opgave          | opgave      |
| 2024 | 121e            | opgave        | opgave               | 102e           | opgave           |                 | opgave      |
| 2025 |                 |               |                      |                |                  |                 |             |

## Ploegen
- 2022 –  Bahrain-Victorious (stagiair vanaf 1/8)
- 2023 –  Bahrain Victorious
- 2024 –  Bahrain Victorious
- 2025 –  Bahrain Victorious

Arashiro · Bauhaus · Bilbao · Buitrago · Caruso · Colbrelli · Feng · Govekar (vanaf 1/6) · Gradek · Haig · Haussler · Landa · Maciejuk · Madan · Mäder · Milan· Mohorič · Novak · Osorio (tot 31/3) · Pernsteiner · Poels · Price-Pejtersen · Sánchez · Sütterlin · Teuns (tot 4/8) · Tratnik · Williams · Wright · Zambanini · Miholjević (stagiair)
Arashiro · Arndt · Bauhaus · Bilbao · Buitrago · Buratti (vanaf 12/4) · Caruso · Govekar · Gradek · Haig · Haussler (tot 7/4) · Kepplinger · Landa · Maciejuk · Madan · Mäder (overleden 16/7) · Miholjević · Milan· Mohorič · Pasqualon · Pernsteiner · Poels · Price-Pejtersen · Rajović · Scott · Sütterlin · Tiberi (vanaf 1/6) · Tu · Wright · Zambanini
Arashiro · Arndt · Bauhaus · Bilbao · Bruttomesso · Buitrago · Buratti · Caruso · Govekar · Gradek · Haig · Kepplinger · Madan · Miholjević · Mohorič · Pasqualon · Pickering · Poels · Price-Pejtersen · Rajović · Scott · Stannard (vanaf 19/8) · Sütterlin · Tiberi · Træen · Tu · Wiśniowski (vanaf 1/3) · Wright · Zambanini · Skerl (stagiair) · van der Meulen (stagiair) · Van Mechelen (stagiair)
Arndt · Bauhaus · Bilbao · Bruttomesso · Buitrago · Buratti · Caruso · Ermakov · Eržen · Eulálio · Govekar · Gradek · Haig · Kepplinger · Martinez · Miholjević · Mohorič · Paasschens · Pasqualon · Pickering · Skerl · Stannard · Stockwell · Tiberi · Træen · Tu · van der Meulen · Van Mechelen · Wright · Zambanini